# Karin Löwenadler

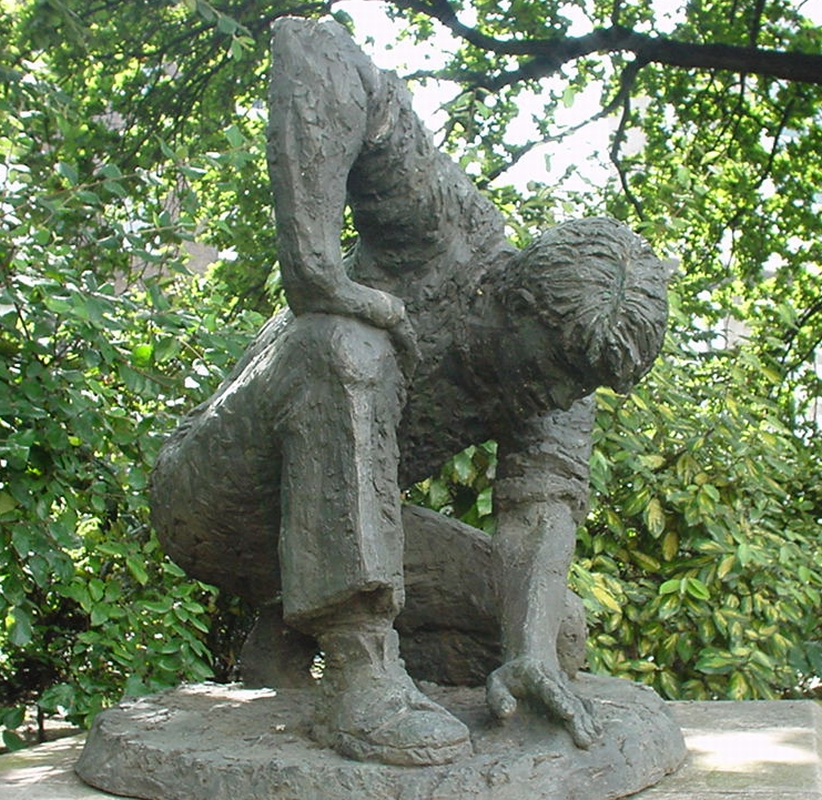
The Gardener

Karin Margareta Löwenadler, gift Jonzén, född 22 december 1914 i London, död där 29 januari 1998, var en svensk skulptör.
Karin Löwenadler var dotter till direktören Uno Martin Löwenadler och Hulda Gerda Selma Munck samt från 1945 gift med löjtnanten och konstnären Basil Jonzén i London och efter skilsmässa gifte hon sig 1972 med Åke Sucksdorff. Hon var vidare tvillingsyster till Gerda Löwenadler. Hon studerade konst vid Konstakademien i Stockholm och fortsatte därefter sina studier vid The Slade School university college i London och under studieresor till Italien. Bland hennes offentliga arbeten märks en skulpturgrupp i Pietà. Hennes konst består av mindre figurer och grupper. 

### Fotnoter
1. ↑  Obituary: Karin Jonzen The Independent 2 februari 1998. Läst 15 december 2016.